# 小北寅之助
小北 寅之助（こきた とらのすけ、1865年10月7日（慶応元年8月18日）- 1932年（昭和7年）8月26日）は、日本の牧師である。

## 経歴・人物
丹波の南桑田郡千代川村今津（現在の京都府亀岡市）に小北忠蔵とその妻のふじ子の子として生まれる。1883年（明治16年）に京都に出て後に同志社英学校に入学し山本覚馬から法学等を学び、また後に覚馬の影響を受け受洗しキリスト教徒となる。1890年（明治23年）に同学校を卒業後は、同年創立したばかりの熊本の八代教会を経て1896年（明治29年）には再度京都に戻り同地の丹後教会に赴任する。
1909年（明治42年）には北海道に渡り、名寄で天塩教会（名寄教会）の設立に携わり同地でキリスト教の伝道にあたった。1926年（大正15年）には札幌北部教会の設立にも携わり、アダム・スミスが著した『国富論』を熟読したことで信仰者との団結によって一家一族の経済的繁栄をもたらすことを学ぶ。これによって小北は彼の名が冠した「小北同胞会」を結成し、その一族によって伝道活動にあたった。

## 著書

### 主著
- 『恩寵のあかし』

### その他の著書
- 『山上の垂訓民衆の福音』
- 『新天地の新人』